# کلودین اوژه
کلودین اوژه (به فرانسوی: Claudine Auger) (زادهٔ ۲۶ آوریل ۱۹۴۱ – درگذشته ۱۸ دسامبر ۲۰۱۹) بازیگر و مانکن اهل فرانسه بود. او بین سال‌های ۱۹۵۸ تا ۱۹۹۷ فعالیت می‌کرد. 

## گزیده فیلم شناسی
از فیلم‌های او می‌توان به زنت را به من قرض بده، پروانه روی شانه، گنجینه سان جنارو، بطن سیاه رتیل، شاه‌میگو برای صبحانه، سوءاستفاده‌های یک دون ژوان جوان، عاشقان و دروغگوها، نمک روی پوست ما و بوم‌شناسی جنایت اشاره کرد.

## درگذشت
کلودین اوژه در ۱۸ دسامبر ۲۰۱۹، در سن ۷۸ سالگی درگذشت.